# Canım Annem
Canım Annem (en español: Querida madre) es una serie de televisión turca de 2022, producida por Stellar Yapım y Saran Studios para TV8.

## Trama
Zeynep es una inocente niña que padece una grave cardiopatía congénita. Un día, su madre Cemre sufre un accidente donde muere repentinamente. La familia decide ocultarle la verdad a la pequeña, ya que Zeynep tiene el corazón demasiado enfermo como para soportar esta tristeza. La madre de Murat, padre de la niña, ahora tiene las condiciones adecuadas para casar a su hijo con Melek, con quien siempre quiso casarlo. Sin embargo, cuando Zeynep descubre que su madre está muerta y que su padre se casará con otra mujer, sufre un ataque cardíaco. Cuando el corazón de la niña está a punto de detenerse, frente a ella aparece Nazlı, una mujer idéntica a su madre. En el último momento, la vida de Zeynep se salva y abraza a Nazlı como a su madre. Ahora, por su hija, Murat le ofrece a Nazlı hacerse pasar por Cemre hasta que Zeynep se someta a una operación de corazón. Pero nadie, incluido Nazlı, sabe que ella y Cemre eran hermanas gemelas, pero el destino la ha enviado allí para conocer esta verdad.

## Reparto
- Selin Sezgin como Cemre Aslan / Nazlı Yılmaz.
- Erol Gedik como  Murat Aslan.
- Gece Işık Demirel como Zeynep Aslan.
- Dilara Büyükbayraktar como Melek. (1 - 285)
- Belma Mamati como Sümbül Yılmaz.
- Nihan Tüfekcioğlu como Mehtap. (1 - 115)
- Funda Eskioğlu como Hatice.
- Metin Yıldırım como Adil.
- Emin Önal como Rüstem. (1 - 287, 350)
- Faruk Pakiş como Kerem. (1 - 127)
- Serdar Yıldırım como Furkan.
- Cansın Mısırlı como Sinem.
- Özlem Savaş como Asude Aslan.
- Kayra Zabcı como Oya. (1 - 125)
- Julide Güven como Elban (1 - 127)
- Ece Gökçen como Yıldız Sıpahi. (51 - 127)
- Emre Atılgan como Ramo. (1 - 125)
- Belgin Şimşek como Ela. (128 - 350)
- Ömer Kaya como Levent.
- Yavuz Pekdiker como Halil. (1 - 235)
- Nazlı Görgün como Ayşe. (1 - 284)
- Aysun Güven como Suzi. (132 - 311)
- Birhan Tut como Kenan. (256 - 350)
- İshak Burak Ocak como Hakan. (244 - 349)
- Dilan Düzgüner como Ceyda. (289 - 350)
- Dilan Duman como Gül. (126 - 349)
- Demir Cebeci como Can. (244 - 350)
- Handenur İlkay como Burcu. (244 - 349)